# Arctosa nivosa
Arctosa nivosa är en spindelart som först beskrevs av William Frederick Purcell 1903.  Arctosa nivosa ingår i släktet Arctosa och familjen vargspindlar. Inga underarter finns listade i Catalogue of Life.